# 今田美桜
今田 美桜（いまだ みお、1997年〈平成9年〉3月5日 - ）は、日本の女優、ファッションモデル、タレント。福岡県福岡市出身。コンテンツ・スリー（旧：BIGFACE）所属。

## 来歴

### 福岡時代
3人きょうだいの長女として生まれる。
高校2年生16歳の時に福岡市中央区天神の新天町で友達とプリクラを撮りにゲームセンターに行ったところをスカウトされ、福岡のモデル事務所である「株式会社CGE（カバーガールエンターテイメント）」に所属。2015年、高校3年生17歳の時から福岡ローカルの深夜テレビ番組『GeeBee』（テレビ西日本）で初めてのレギュラー出演。出演メンバー最年少だった。ドラマでは2015年3月29日放送のNHK BSプレミアム『私は父が嫌いです』、映画では同年10月3日公開『罪の余白』でそれぞれ初出演を務めた。
2016年2月にYouTubeで公開された福岡県柳川市観光PRビデオ2016に、雛人形の「三人官女」を擬人化したキャラクターである3人組ユニット「SAGEMON GIRLS」（さげもんガールズ）のメンバーとして出演した。

### 上京から現在
福岡県北九州市の小倉駅に張られていた今田のポスターがBIGFACE社長（現・株式会社コンテンツ・スリー 社長）の目に留まり、19歳の時にスカウトされる。「映画の仕事をしたい、女優になりたい」と強く思い、2016年8月末に上京。その後、BIGFACE（現 株式会社コンテンツ・スリー）に所属。同年製作の中川駿監督の自主制作短編映画『カランコエの花』で主演。同作は2017年から2018年の多くの映画祭で高く評価された。
2017年2月、舞台『LIVE IMPACT 進撃の巨人』のサシャ・ブラウス役に選ばれたが、演出機器の点検作業中の事故により公演中止が決定した。同年4月15日発売のサンケイスポーツ「気になるあの娘」に掲載され、全国メディアデビュー、7月発売の集英社『週刊プレイボーイ』31号でグラビアデビューを飾る。また、7月期カンテレ・フジテレビ系ドラマ『僕たちがやりました』、10月期フジテレビ系月9ドラマ『民衆の敵〜世の中、おかしくないですか!?〜』にレギュラー出演。12月2日公開の映画『デメキン』では初ヒロインを演じた。
2018年2月24日放送のKBCラジオ『博多デス。〜博多美女図鑑〜』でラジオ番組初出演。同年3月21日スタートのフジテレビONE TWO NEXT×J:COM共同制作連続ドラマ『記憶』に出演。4月期TBS系ドラマ『花のち晴れ〜花男 Next Season〜』に出演。オーディションで射止めた小悪魔キャラクター真矢愛莉 役の「原作再現度の高さ」とツインテールの髪型が話題になる。7月14日より主演映画『カランコエの花』が東京・新宿K's cinemaで公開、連日15時から1週間限定で上映、7日間すべて超満員（全席完売）となる。9月1日、さいたまスーパーアリーナで開催された『マイナビ presents 第27回 東京ガールズコレクション 2018 AUTUMN / WINTER』に出演。10月31日、ファースト写真集『生命力』を発売し、11月12日付オリコン週間BOOKランキングジャンル別「写真集」で初登場1位を獲得。。各書店で品切れ状態となるなど異例のロングセールスを記録し、2020年2月に6度目の重版が決定した。2018年10月期フジテレビ系月9ドラマ『SUITS/スーツ』にレギュラー出演。また、同年11月7日には、「LINE」ではじめる本格ミステリーゲーム『koToro_ ［コトロ］』に主人公「美樹」役で出演。同ゲームの自身出演WebCMが11月9日から11日まで渋谷スクランブル交差点の5面シンクロビジョンを3日間にわたりジャックし放映された。12月5日、『Yahoo!検索大賞2018 』の授賞式が開催され、女優部門賞を受賞。
2019年1月期日本テレビ系日曜ドラマ『3年A組-今から皆さんは、人質です-』では読者モデルで女子グループのリーダー格の諏訪唯月 役、3月15日公開の映画『君は月夜に光り輝く』では北村匠海演じる卓也がバイトとして働くメイドカフェの先輩・平林リコ 役を演じた。同年4月から6月に3ヶ月連続で講談社、KADOKAWA、新潮社の3社から発売される、作家・京極夏彦の人気シリーズ「百鬼夜行」の最新作3作『今昔百鬼拾遺 鬼』『今昔百鬼拾遺 河童』『今昔百鬼拾遺 天狗』のカバー写真を飾る。作品の世界観を保つため、カバーモデルは「一切素顔は見せない」という異例づくしの条件であったが、これを快諾。いずれも妖怪を模した仮面をつけ、素顔を隠した状態で登場した。6月15日公開の映画『メン・イン・ブラック:インターナショナル』では吹き替え声優に初挑戦。また、同作品でカメオ出演も果たしている。同年7月18日、すべて私服で臨んだファッションページ、カバンの中身、 毎日の美容法などプライベートを公開したスタイルブック『今田美桜スタイルブック イマ』を発売。同年7月期テレビ朝日系金曜ナイトドラマ『セミオトコ』ではアパート「うつせみ荘」の住人で服飾専門学校に通うデザイナー志望の学生・熊田美奈子 役、10月期テレビ朝日系木曜ドラマ『ドクターX〜外科医・大門未知子〜』シーズン6から新人看護師・大間正子 役で出演。同年12月20日公開のアニメ映画『僕のヒーローアカデミア THE MOVIE ヒーローズ:ライジング』では、ゲスト声優としてアニメ映画の声優に初挑戦した。
2020年1月3日放送のTBS系スペシャルドラマ「半沢直樹 スピンオフ企画 『狙われた半沢直樹のパスワード』」にヒロイン・浜村瞳役で出演。1月21日、2nd写真集『ラストショット』を発売。発売3日間で累計発行部数が5万部に到達する異例の売れ行きを記録。その後もロングヒットし、発売から3年後の2023年には、4月に7度目の重版が、12月にも8度目の重版が決定し、累計発行部数は6万6000部に。4年後の2024年には9度目の重版で合計10刷となり、累計発行部数は7万部に達した。2020年1月期テレビ朝日系ドラマ『ケイジとケンジ〜所轄と地検の24時〜』に出演し、刑事役に初挑戦。7月期にはスピンオフに引き続きTBS系日曜劇場『半沢直樹 2020年版 第1部』、8月からは日本テレビ系日曜ドラマ『親バカ青春白書』に立て続けレギュラー出演した。
2021年4月期日本テレビ系水曜ドラマ『恋はDeepに』では、主人公の良き相談相手で、同じ研究室に勤務するしっかり者の研究員・宮前藍花 役を演じた。同年7月19日からは、NHK連続テレビ小説『おかえりモネ』東京編で若手気象予報士・神野マリアンナ莉子 役を演じ、朝ドラ初出演を務める。また、同年7月9日に公開された映画『東京リベンジャーズ』では、ヒロイン・橘ヒナタ 役を演じ、第45回日本アカデミー賞新人俳優賞を受賞。
2022年4月期日本テレビ系水曜ドラマ『悪女(わる)〜働くのがカッコ悪いなんて誰が言った?〜』でテレビドラマ初主演。大手企業に就職しさまざまな部署に異動となる新入社員・田中麻理鈴役を演じた。「明るく前向きなヒロインを嫌みなく演じ、共感を呼んだ」「コミカルな役を最後までブレずに演じた」と絶賛され、第112回 ザテレビジョンドラマアカデミー賞 主演女優賞を受賞した。同年7月1日公開のディズニー&ピクサー映画『バズ・ライトイヤー』日本版にイジー役として吹き替えに参加。
2023年3月17日公開の映画『わたしの幸せな結婚』では、主人公のもとに嫁入りするヒロイン・斎森美世役を演じた。
2024年2月2日、2025年度前期放送予定のNHK「連続テレビ小説」第112作『あんぱん』に主演することが発表された。朝ドラの歴代最多となる3365人が応募したオーディションから選ばれた。

### タレントとしての活動
女優としての活動の一方でタレントとしても活動。2019年10月18日、ジュエリーブランド「Canal Produced by 4℃」と協業。今田がホリデーコレクションからセレクトしたクリスマス限定ジュエリー「MIO SELECTION」を発売。
2021年4月15日 - 7月1日、今田が広告キャストを務めるユニクロによる着こなし発見アプリ『StyleHint』発の企画で、今田がバイヤーとしてセレクトした「ユニクロ（UNIQLO）」商品やスタイリング実例を集めた「ミオクロ」を展開。ユニクロの春夏商品の中から「自分が着たい」「本気でおすすめしたい」アイテムをセレクト。ユニクロ原宿店内のスタイルヒント原宿に期間限定でオープンした「ミオクロ」リアルショップをはじめ、ユニクロ全店舗やオンラインストア、スタイルヒントのアプリ内でピックアップしたスタイリングを発信した。
2022年9月2日、美少女ロールプレイングゲーム『放置少女〜百花繚乱の萌姫たち〜』の新TVCM『放置しよう、いまだ！』篇が放送。放送わずか10日でYouTube CM再生回数急上昇ランキング首位を獲得した。
同年11月15日、「博多あまおう20周年プレスイベント」に出席し、「博多あまおう大使」に就任。
2023年3月24日、美少女ロールプレイングゲーム『放置少女〜百花繚乱の萌姫たち〜』とのキャラクターコラボ企画が決定したことが報じられる。同年6月2日より、キャラクターコラボイベント第一弾、7月7日より第二弾が開始された。

## 人物
キャッチコピーは「福岡で一番かわいい女の子」。これは今田が所属している事務所・株式会社コンテンツ・スリーの社長がつけたもので、今田の東京進出とともにスポーツ紙や週刊誌などのメディアで紹介されるようになった。本人はこのキャッチフレーズについて、「ハッタリ」だったと後年に回顧している。

### 趣味・特技・嗜好
- 趣味は語学勉強で[11]、高校時代に漢字検定準2級に合格[108][109]。
- 特技は博多弁の早口言葉[11]、人よりまぶたの可動域が大きいことである[110]。
- 小学生時代はミニバスケット部[111]、中学時代は陸上部に所属。走り幅跳びを専門としていた[112]。
- 幼い頃から10年近くピアノを習っており[113]、中学受験を機に遠ざかってしまっていたが[114]、新型コロナウイルス感染拡大による自粛期間中にピアノを再開している[114]。
- 好きな食べ物は牛タン[112]。特に薄切りの牛タンを好んで食べており、焼肉店に行っても牛タンしか食べない日もある[115]。また、落ち込んだときはネギタン塩を食べる[116][117]。
- 深夜に食べるカップ麺が大好きで、我慢できなくて買いだめしている[118]。また、コンビニのホットスナックも好きで、唐揚げなどをよく食べる[118]。
- 福岡の料理で一番好きなものは、みそ味のもつ鍋[119]。豚骨ラーメンに大量の紅しょうがを入れたいという願望がある[120]。
- 銀杏のにおいが苦手で食べられなかったが、ある時、焼き鳥屋さんのすごくおいしい銀杏を食べてから食べられるようになった[121]。
- ビールと日本酒が大好きで辛口派である[122][123]。また、ウイスキーのCM出演をきっかけに家飲みでハイボールにハマっている[124]。
- マイブーム[注釈 5]はけん玉[125]。
- 憧れでもあり、最も尊敬している女優には満島ひかりの名前を挙げている[112][126][127][128]。

### 交友関係
- ドラマ『僕たちがやりました』で共演した永野芽郁とはプライベートでもとても仲が良く[129][114]、2年連続でクリスマスを一緒に過ごすなど深い友人関係を築いている[130]。
- 岡崎紗絵[131]、杉咲花[132][133]ともテレビドラマ他の共演を通じてプライベートでも仲が良い友人関係を築いている。
- 奈緒は福岡に住んでいる時にもお世話になったことがある恩人であり[注釈 6]、先に奈緒が上京し、自身が東京に行った時には家に泊めてもらったり、料理を振る舞ってもらったことがある[135][136]。

### エピソード
- 高校時代に体形を気にするようになり、様々なダイエットを行う中でいりこ（煮干し）だけを食べる"いりこダイエット"を編み出した[137][138]。実際にカバンにいりこを入れて学校に持っていくが[118]、教室で異臭騒ぎになってしまった上にあまり効果も無かったため断念[138][118]。結局、酵素ドリンクを飲みながらの１週間断食と糖質制限などでダイエットした[118][137]。また上京後、毎日朝と夜、着替えるタイミングで姿見鏡を見るように意識して8kg痩せたことがある[139]。
- 高校2年生の時、両親が学業優先だったのでオーディションを受けられなかったが、どうしてもオーディションを受けたくてお願いして受かったのが、初めてCMに出演したマリノアシティ福岡である[140]。
- 今田が福岡のローカル番組で無名の新人タレントとして活動していた高校3年生の時[141][142]、その番組へ映画の宣伝に来ている役者へインタビューをするというリポーターの立場であったが、1人新人という立場から極度の緊張状態に陥ってしまい混乱した結果、カンペを無視するなどの大きなミスを連発してしまい、収録現場が嫌な空気になってしまった時にゲストの綾野剛が冗談やツッコミで現場の空気をガラッとやわらかい雰囲気に変えてくれたことでとても助けられた経験があると自身の下積み時代を振り返っており、その後しばらくしてからお互いに役者という立場で再共演が叶った際にはその時のお礼と謝罪をやっと綾野へ伝えることができたというエピソードを「ツラかった時期の意外な恩人」という話題の中で話している[141][142]。
- 大学に行かずに女優になるという決断を両親から猛反対されたが[129][10]、三者面談で担任の先生が後押しをしてくれて「同世代が大学を卒業する22歳までチャレンジしてみて、ダメだったらもう1回考えてみなさい」という条件付きで両親から受け入れてもらい芸能の仕事に進んだ[129][143][144][145]。何度もオーディションを受けては落ちる日々を過ごしたが[145]、21歳のときにテレビドラマ『花のち晴れ〜花男 Next Season〜』でブレイクを果たし、その条件をクリアした[10]。
- テレビに出始めた20歳の頃[146][147]、周りの目を気にして自分を"良く見せよう"とするあまり、張り切りすぎて空回りして、周りの年長の方々と話がかみ合わなかったりすることもあり、所属事務所社長からかえって"良くないよ"という指摘されたこともあった[148]。そんなとき、ドラマで共演した中井貴一に「お前はそれ（自然体）でいけ。30点でいいんだ」とアドバイスを受け、それがきっかけで、気負わずに臨めるようになったという[147][148][149]。また、10代の頃オーディションに全く受からない時期に所属事務所社長からいただいた「7回負けても大きな勝ちがひとつあればいい」という"8勝7敗"という言葉を座右の銘として大切にしている[150][151][152]。
- テレビドラマ『ドクターX〜外科医・大門未知子〜』（第6シリーズ）で青森から上京した新人看護師役を演じるため、全く馴染みのない津軽弁の方言をすらすら言えるように勉強した[153][154]。しかし、第7シリーズでは、東京にも少しなじんで、後輩もできるなど、さらに成長していく役柄により[155]、監督から『都会感を出してほしい』と言われており、津軽弁のせりふはほぼ封印し、標準語に変えている[155]。
- テレビドラマ『悪女(わる)〜働くのがカッコ悪いなんて誰が言った?〜』では、麻理鈴の衣装のマフラーを手編みしたスタイリストさんに触発され編み物を始めた[156][157][158]。もともと飽き性で、なかなか続く趣味が見当たらなかったが[159]、本人曰く「もしかしたら続けられて趣味にできるかもしれない！」と思い、いきなり大作のブランケットから挑戦[159]。最終話に登場する大きなベッドカバー（ブランケット）は今田の手編みであることが明かされ反響が寄せられた[157][160][161][158]。また、同作品での役柄設定で仕事後の“癒し”としてぬか漬けが登場したが[162]、その食材の一つとして食べたゆで卵のぬか漬けに非常に興味を示していた[163]。
- 映画『わたしの幸せな結婚』の劇中に登場する「清霞の組紐」は、制作を依頼され[164]、組紐の道具をお借りして、家で編んだものである[165]。

### ファンクラブ「イマノミオ」
- 2022年3月4日、ファンクラブ「イマノミオ」を開設[166]。
- ファンネームについてはファンの人たちからの意見を募った結果「名前の“美桜”から「桜に集まる鳥のメジロはどうか」という案を採用することになり、そこから呼びやすいように「メジ郎」と名付けられた[167]。
- 2022年8月28日には初のファンイベント「メジ郎の会 〜夏祭り編〜」を開催し[注釈 7]、公式ファンキャラクター「メジ郎」もサプライズ登場している[167]。
- 2023年2月22日、メタバースプラットフォームclusterとコラボし、初のメタバース空間「今田美桜ワールド」をプレオープン[170]。3月4日には、メタバース空間内で初となるバーチャルファンイベント「今田美桜バースディinメタバース」を開催し、ファンと共にメタバース空間を満喫した[171]。

## 受賞歴

### 受賞
2018年度
- 福岡インディペンデント映画祭 俳優賞（『カランコエの花』）[172]
- Instagram「#MVI（Most Valuable Instagrammer in Japan）2018」トレンド部門 受賞[173][174]
- Yahoo!検索大賞2018 女優部門賞[175][36][注釈 8]
- グラジャパアワード2018（『スタミナ』）デジタル写真集賞[176]
- マイナビTREND AWARD 女性部門[177][178]

2021年度
- 第45回日本アカデミー賞 新人俳優賞（『東京リベンジャーズ』）[84]

2022年度
- 第112回ザテレビジョンドラマアカデミー賞 主演女優賞（『悪女（わる）〜働くのがカッコ悪いなんて誰が言った?〜』）[88]

2023年度
- 第1回学生新聞映画大賞 女優賞（『東京リベンジャーズ２血のハロウィン編-運命-/-決戦- 』）[179]
- 第19回クラリーノ美脚大賞2023 20代部門[180][181]
- エランドール賞「新人賞（TVガイド賞）」[182]

2024年度
- Forbes JAPAN 30 UNDER 30 2024 Audi特別賞[183]

### 各種ノミネート・ランキング
- TC Candler「世界で最も美しい顔100人」ノミネート（2018年）[184]
- AMF「JC・JK流行語大賞2018」ヒト部門 3位（2018年）[185]
- オーディション＆エンタメ情報サイト「デビュー」『2019年ネクストブレイクランキング』女優部門 1位（2019年）[186]
- エム・データ「2019年〜2020年の年末年始TV-CM会社数ランキング（女性）[注釈 9]」1位（2020年）[187]
- ニホンモニター「2020タレントCM起用社数ランキング」女性タレント部門1位（2020年）[注釈 10][188]
- アーキテクト「『モデルとしても活躍するかわいい芸能人（20代）』タレントパワーランキング」1位（2021年）[189]
- エム・データ「2022年〜2023年の年末年始TV-CM会社数ランキング（女性）1位[注釈 11]」（2023年）[190]

## 出演

### 映画
- 罪の余白（2015年10月3日、ファントム・フィルム） - 杉本聡美 役
- ダブルミンツ（2017年6月3日、アーク・フィルムズ / スターキャット）
- 帰ってきたバスジャック（2017年7月8日、オールインエンタテインメント） - 白鳥早苗 役[191][192]
- デメキン（2017年12月2日、AMGエンタテインメント） - ヒロイン・アキ 役[193]
- 一夜再成名（香港映画、2017年秋中国公開 / 2018年日本公開）
- 君は月夜に光り輝く（2019年3月15日、東宝） - 平林リコ 役[194][195]
- メン・イン・ブラック:インターナショナル（2019年6月14日、ソニー・ピクチャーズ エンタテインメント） - カメオ出演[56]
- いのちスケッチ（2019年11月8日福岡県先行公開 / 11月15日、ブロードメディア・スタジオ） - 西山千華 役（友情出演）[196]
- ヲタクに恋は難しい（2020年2月7日、東宝） - 森田悠季 役[197]
- スマホを落としただけなのに 囚われの殺人鬼（2020年2月21日、東宝） - 丹羽亮子 役（友情出演）[198]
- 東京リベンジャーズシリーズ（ワーナー・ブラザース映画） - ヒロイン・橘日向 役
  - 東京リベンジャーズ（2021年7月9日）[199]
  - 東京リベンジャーズ2 血のハロウィン編 -運命-（2023年4月21日）[200]
  - 東京リベンジャーズ2 血のハロウィン編 -決戦-（2023年6月30日）[200]
- わたしの幸せな結婚（2023年3月17日、東宝） - ヒロイン・斎森美世 役[90][201]
- 劇場版ドクターX FINAL（2024年12月6日、東宝） - 大間正子 役[202]
- 劇場版 トリリオンゲーム（2025年2月14日、東宝） - 黒龍キリカ / 桐姫 役[203]
- 映画ラストマン -FIRST LOVE-（2025年12月公開予定、松竹） - 吾妻ゆうき 役[204]

#### オムニバス映画
- アット・ザ・ベンチ 第3編（2024年11月15日公開、SPOON）[205]

#### 短編映画
- pleasant silence（2015年、TOY FILM） - ゆいたん 役[206]
- カランコエの花（2018年7月14日、スターダストピクチャーズ） - 主演・一ノ瀬月乃 役[207][208]

### テレビドラマ
- 私は父が嫌いです（2015年3月29日、NHK BSプレミアム） - CMタレント 役[209]
- 僕たちがやりました（2017年7月18日 - 9月19日、関西テレビ） - 星野真美 役[210]
- 刑事ゆがみ 第2話（2017年10月19日、フジテレビ） - 森郁実 役[211]
- 民衆の敵〜世の中、おかしくないですか!?〜（2017年10月23日 - 12月25日、フジテレビ） - 莉子 役[29]
- 記憶（2018年3月21日 - 6月6日、フジテレビNEXT / J:COM） - 足立初花 役[212][32]
- 花のち晴れ〜花男 Next Season〜（2018年4月17日 - 6月26日、TBS） - 真矢愛莉 役[34]
- ほんとにあった怖い話 夏の特別編2018（2018年8月18日、フジテレビ）「姿見」 - 藤本裕子 役[213]
- SUITS／スーツ（2018年10月8日 - 12月17日、フジテレビ） - 谷元砂里 役[214]
  - SUITS／スーツ 第9話 副音声出演（2018年12月3日）副音声初出演[215]
  - Season2 第8話（2020年8月31日）[216]
- 3年A組-今から皆さんは、人質です-（2019年1月6日 - 3月10日、日本テレビ） - 諏訪唯月 役[217]
- 博多弁の女の子はかわいいと思いませんか?（2019年7月19日、福岡放送） - 本人 役[218][219]
- セミオトコ（2019年7月26日 - 9月13日、テレビ朝日） - 熊田美奈子 役[220]
- ドクターX〜外科医・大門未知子〜（テレビ朝日） - 大間正子 役
  - 第6シリーズ（2019年10月17日 - 12月20日）[61]
  - 第7シリーズ（2021年10月14日 - 12月16日）[155]
- ニッポンノワール-刑事Yの反乱- 第5話（2019年11月10日、日本テレビ） - 諏訪唯月 役[注釈 12][221]
- 半沢直樹（TBS） - 浜村瞳 役
  - 半沢直樹II・エピソードゼロ〜狙われた半沢直樹のパスワード〜（2020年1月3日） - ヒロイン[222]
  - 2020年版 第1部（2020年7月19日 - 8月9日）[223]
- ケイジとケンジ〜所轄と地検の24時〜（2020年1月16日 - 3月12日、テレビ朝日） - 毛利ひかる 役[73]
- 親バカ青春白書（2020年8月2日[注釈 13] - 9月13日、日本テレビ） - 山本寛子 役[226]
- 恋はDeepに（2021年4月14日 - 6月9日、日本テレビ） - 宮前藍花 役[76][77]
  - 恋はもっとDeepに -運命の再会スペシャル-（2021年6月16日、日本テレビ）[227]
- 連続テレビ小説（NHK）
  - おかえりモネ（2021年7月19日 - 10月28日） - 神野マリアンナ莉子 役[228]
  - あんぱん（2025年3月31日 - 9月予定） - 主演・朝田（若松・柳井）のぶ 役[91][92][229]
- 悪女（わる）〜働くのがカッコ悪いなんて誰が言った?〜（2022年4月13日 - 6月15日、日本テレビ） - 主演・田中麻理鈴 役[85]
- ラストマン-全盲の捜査官-（2023年4月23日 - 6月25日、TBS） - 吾妻ゆうき 役[230]
- トリリオンゲーム（2023年7月14日 - 9月15日、TBS） - 黒龍キリカ／桐姫 役[231]
- いちばんすきな花（2023年10月12日 - 12月21日、フジテレビ） - 主演・深雪夜々 役[注釈 14][232]
- 花咲舞が黙ってない（第3シリーズ）（2024年4月13日 - 6月15日、日本テレビ） - 主演・花咲舞 役[233]
- 海のはじまり 第11話（2024年9月16日、フジテレビ） - 深雪夜々 役（サプライズ出演）[234]

### 配信ドラマ
- ＃声だけ天使（2018年1月15日 - 3月19日、AbemaTV） - メグミ 役[235][236]
- しろときいろ〜ハワイと私のパンケーキ物語〜（2018年、Amazonプライム・ビデオ）[237]
- 3年A組-今から皆さんだけの、卒業式です-（2019年3月10日・17日、Hulu） - 諏訪唯月 役[238]
- いちばんすきな花－みんなのほんね－ 「実用性」（2023年12月12日、FOD） - 深雪夜々 役[239]

#### 配信コンテンツ
- まぐろやネゴロTV（YouTube）[注釈 15] - 山本寛子 役
  - 【人生初】ネゴロ！はじめて東京スカイツリーへ行くの巻（2020年8月9日）
  - ダンスサークルに潜入動画！（2020年8月14日）[240]
  - これぞ、青春だーーー！ネゴロ流 集合写真（2020年9月4日）

### 劇場アニメ
- 僕のヒーローアカデミア THE MOVIE ヒーローズ:ライジング（2019年12月20日、東宝） - スライス 役[241]

### 吹き替え
- メン・イン・ブラック:インターナショナル（2019年6月14日、ソニー・ピクチャーズ エンタテインメント） - エージェントM 役〈テッサ・トンプソン〉[55]
- バズ・ライトイヤー（2022年7月1日、ウォルト・ディズニー・ジャパン） - イジー 役[89][242]

### テレビアニメ
- こわぼん 第8話（2015年11月21日、KBC九州朝日放送） - 香織 役[243]

### ゲーム
- レイトン教授と蒸気の新世界（発売日未定、レベルファイブ制作、Nintendo Switch） - ルーク・トライトン 役[244]

### ゲームアプリ
- koToro_ ［コトロ］（2018年11月7日、LINE） - 主人公・美樹 役[48]
- 放置少女〜百花繚乱の萌姫たち〜（2023年6月2日、C4Connect） - 清湖麗容 今田美桜 役[105][245]

### ミュージック・ビデオ
- 平義隆「働くひとたち」（2015年7月28日YouTubeで公開[246]）
- The LOVE「はじまりのうた」（2016年2月29日YouTubeで公開[246]）
- GENERATIONS from EXILE TRIBE 「涙」（2016年6月4日YouTubeで公開[247]）
- MACO 「Sweet Memory」（2017年11月9日YouTubeで公開[248]）
- ジェジュン 「Defiance」（2018年[249]）
- Vaundy 「走れSAKAMOTO」（2025年3月2日YouTubeで公開[250]）

### レギュラー番組

#### 過去の出演番組
- GeeBee（2015年1月8日 - 2016年3月31日、テレビ西日本）[251][252]
- ビットワールド（2017年、NHK Eテレ） - キャッスル神社 巫女コー 役
- World Baseballエンタテイメント たまッチ!（2018年4月9日 - 2019年12月、フジテレビ） - 7代目アシスタント[253][254][255]
- 今田美桜のプレフェレ（2018年11月5日 - 2019年9月23日 全44回、テレビ愛知） - 毎週月曜22時54分[256]
- 今田美桜 Fのミライ（2020年1月18日 - 3月29日、KBC九州朝日放送） - ナビゲーター[257]
  - 今田美桜 Fのミライ2021（2021年3月20日、KBC九州朝日放送）[258]
  - 今田美桜 Fのミライ2022（2022年3月20日、KBC九州朝日放送）[259]
  - 今田美桜 Fのミライ2023（2023年3月26日、KBC九州朝日放送）[260]
  - 今田美桜 Fのミライ2024（2024年3月24日、KBC九州朝日放送）[261]
  - 今田美桜 Fのミライ2025（2025年3月2日放送、KBC九州朝日放送）[262]

### その他の出演番組
- 今田美桜のおやすみ映え（2018年9月21日、KBC九州朝日放送）[263][264]
- 家族になろうよ 犬と猫と私たちの未来 第1部（2019年2月23日、NHK BSプレミアム）[265]
- おしゃれイズム（2019年3月24日、日本テレビ）[266]
- スマホ見せてください!（2019年5月26日（25日深夜）、NHK総合） -  MC[267]
- アナザースカイII（2019年5月31日、日本テレビ）[268]
- 痛快TVスカッとジャパン ショートドラマ《胸キュンスカッと》（フジテレビ）
  - 「図書室に出るのは…」（2019年9月2日） - 皆川いのり 役[269][270][271]
- ふくやスペシャル　博多祇園山笠追い山笠中継　走れ！山笠（2022年7月15日、KBC九州朝日放送） - ゲスト[272]
- セブンルール（2023年3月14日、関西テレビ）[273][274]
- LIFE! 12周年SP（2024年9月16日、NHK総合）[275]
- 土スタ（2025年5月24日、NHK総合）[276]

## 広告

### CM
- 行政広報
  - 福岡県柳川市観光アイドル「さげもんガールズ」（2016年）
    - 柳川市観光PRビデオ2016 ｢SAGEMON GIRLS（さげもんガールズ）｣（2015年12月撮影、2016年2月YouTubeで公開）[277]

  - 福岡県庁「ふくおか 避密の旅」（2020年）
    - ふくおか避密の旅〜いまだ、福岡行ってみよっ!〜（2020年8月撮影、2020年10月1日YouTubeで公開）[278]
      - 「リベンジ女子旅」篇
      - 「フクオカハネムーン」篇
      - 「家族旅行」篇
      - 「大人の知的修学旅行」篇

  - 福岡県庁「ふくおか 避密の旅＋」（2021年）[279][280]
    - 「心からの癒やし」編
    - 「新しい出会い」編
    - 「勝ちをつかむ」編
    - 「自然の中でリフレッシュ」編

## 作品

### 写真集
- 生命力（2018年10月31日、集英社、撮影：桑島智輝）ISBN 978-4-08-780858-2[注釈 45]
- ラストショット（2020年1月21日、講談社、撮影：三宮幹史）ISBN 978-4-06-518616-9[760][761][762][763][764]

#### デジタル写真集
- スタミナ（2018年10月31日、集英社）『生命力』の完全別カットで構成したデジタルのみの写真集。『生命力』と同時発売[43]。
- 生命力（2019年3月、集英社、撮影：桑島智輝）2018年10月31日発売『生命力』をデジタル化

### スタイルブック
- 『イマ』（2019年7月18日、KADOKAWA）ISBN 978-4-04-065727-1[注釈 46][765][57][766]

### ムック本
- 悪女（わる） 〜働くのがカッコ悪いなんて誰が言った？〜オフィシャルブック（2022年6月13日、東京ニュース通信社）[767]

### 小説カバーモデル
- 京極夏彦 百鬼夜行シリーズ[53][54]
  - 『今昔百鬼拾遺 鬼』（2019年4月19日、 講談社タイガ）
  - 『今昔百鬼拾遺 河童』（2019年5月24日、 角川文庫）
  - 『今昔百鬼拾遺 天狗』（2019年6月26日、 新潮文庫）

### カレンダー
- 伊藤忠商事2021年版和装カレンダー[768]